# Blip (Marvel Cinematic Universe)
Il Blip, conosciuto anche come la Decimazione o lo Schiocco (the Snap) è un importante evento immaginario avvenuto nel Marvel Cinematic Universe: il Titano Pazzo Thanos utilizzò un guanto contenente le Gemme dell'infinito per sterminare metà della vita dell'universo; cinque anni dopo, Bruce Banner ricorse allo stesso metodo per riportare in vita tutti gli scomparsi. Il Blip si riferisce all'intero periodo trascorso dallo sterminio alla ricomparsa delle vittime; queste ultime furono disgregate in particelle di polvere e successivamente ricomposte nello stesso luogo dove scomparvero, senza alcuna consapevolezza o ricordo di quanto accaduto.
Gli eventi del Blip sono stati presentati nella terza fase del MCU, precisamente nei film Avengers: Infinity War (prima rappresentazione) (2018), Ant-Man and the Wasp (scena dopo i titoli di coda) (2018), Captain Marvel (scena dopo i titoli di coda) (2019), Avengers: Endgame (2019); tuttavia, l'evento e le sue conseguenze sono state rappresentate anche nei film e serie successivi. Kevin Feige ha dichiarato che il Blip è un punto cruciale nella storia del MCU e che ha influenzato profondamente gli eventi della saga, similmente alla battaglia di New York nel film The Avengers.
Il Blip, nella realtà del MCU, è stato paragonato alla pandemia di COVID-19 come evento che ha segnato le persone di tutto il mondo in modo permanente.

## Etimologia
Dopo l'uscita di Avengers: Infinity War, l'evento è stato soprannominato dai fan The Snap (lett. "Lo Schiocco") dall'azione compiuta da Thanos con indosso il Guanto dell'infinito per sterminare la popolazione dell'universo. In un romanzo tie-in del film l'evento è indicato come "la Decimazione", termine che non è stato più utilizzato in alcun media correlato. In Spider-Man: Far From Home viene ufficializzato il nome "Blip" per riferirsi allo schiocco di dita eseguito da Tony Stark in Avengers: Endgame, come confermato da Kevin Feige. Tuttavia, nei film e nelle serie seguenti, il termine Blip è usato anche per riferirsi allo sterminio di Thanos e ai cinque anni successivi, durante i quali metà della popolazione dell'universo è svanita dall'esistenza.

## Vittime e sopravvissuti conosciuti
Il Blip ha causato la dissolvenza dalla realtà del 50% della popolazione nell'universo; sulla Terra furono eretti dei monumenti in commemorazione degli scomparsi. Molti alleati, amici e familiari degli Avengers caddero vittima dello sterminio.

### Vittime
- Bucky Barnes[13] (dissolto in Wakanda dopo lo scontro con Thanos)
- Cooper Barton[14] (scomparso durante un picnic con la famiglia)
- Laura Barton[14] (scomparsa durante un picnic con la famiglia)
- Lila Barton[14] (scomparsa durante un picnic con la famiglia)
- Nathaniel Barton[14] (scomparso durante un picnic con la famiglia)
- Yelena Belova[15] (dissolta al termine di una missione)
- Betty Brant[1]
- Drax il Distruttore[13] (dissolto su Titano)
- Jane Foster[14]
- Nick Fury[13] (dissolto per strada, cercando di contattare Carol Danvers)
- Groot[13] (dissolto in Wakanda dopo lo scontro con Thanos)
- Maria Hill[13] (dissolta per strada)
- Jason Ionello
- Ned Leeds[1]
- Mantis[13] (dissolta su Titano)
- Michelle Jones-Watson[1]
- Wanda Maximoff[13] (scomparsa in Wakanda dopo lo scontro con Thanos)
- Wilfred Nagel[16]
- May Parker[1] (inizialmente creduta viva, scomparsa nel suo appartamento)[11]
- Peter Parker[13] (dissolto su Titano)
- Hank Pym[13] (scomparso durante un procedimento di raccoglimento di energia quantica)
- Peter Quill[13] (dissolto su Titano)
- Monica Rambeau[17] (scomparsa in ospedale)
- Betty Ross[11]
- Thaddeus Ross[14]
- Erik Selvig[14]
- Shuri[11]
- Lady Sif[11]
- Stephen Strange[13] (dissolto su Titano)
- T'Challa[13] (scomparso in Wakanda dopo lo scontro con Thanos)
- Flash Thompson[1]
- Hope Van Dyne[13] (scomparsa durante un procedimento di raccoglimento di energia quantica)
- Janet Van Dyne[13] (scomparsa durante un procedimento di raccoglimento di energia quantica)
- Nicodemus West[18]
- Sam Wilson[13] (dissolto in Wakanda dopo lo scontro con Thanos)

### Superstiti
Tra i sopravvissuti allo sterminio si contano:
- Ajak (sopravvissuta non trattandosi di un essere biologico)
- Bruce Banner[13]
- Clint Barton[13]
- Kate Bishop[19]
- Sharon Carter[20] (inizialmente creduta morta)
- Carol Danvers[13]
- Brad Davis[1]
- Druig (sopravvissuto non trattandosi di un essere biologico)
- Wilson Fisk[21]
- Gilgamesh (sopravvissuto non trattandosi di un essere biologico)
- Roger Harrington[1]
- Tyler Hayward[4]
- Happy Hogan[17]
- Howard il papero[11]
- Ikaris (sopravvissuto non trattandosi di un essere biologico)
- Kingo (sopravvissuto non trattandosi di un essere biologico)
- Korg[22]
- Cassie Lang[23]
- Scott Lang[13] (disperso nel Regno Quantico per cinque anni; inizialmente creduto morto)
- Maya Lopez[24]
- William Lopez[24]
- Makkari (sopravvissuta non trattandosi di un essere biologico)
- M'Baku[13]
- Miek[22]
- Karli Morgenthau[25]
- Matt Murdock[26]
- Nebula[13]
- Okoye[13]
- Christine Palmer
- Phastos (sopravvissuto non trattandosi di un essere biologico)
- Pepper Potts[13]
- Maria Rambeau[17]
- James Rhodes[13]
- Rocket[13]
- Steve Rogers[13]
- Natasha Romanoff[13]
- Sersi (sopravvissuta non trattandosi di un essere biologico)
- Marc Spector e Steven Grant[27]
- Sprite (sopravvissuta non trattandosi di un essere biologico)
- Tony Stark[13]
- Thanos[28]
- Thena (sopravvissuta non trattandosi di un essere biologico)
- Thor[13]
- Valchiria[13]
- Wong[13]

## Rappresentazioni

### Film

#### Saga dell'infinito
- Prima di Avengers: Infinity War, Thanos invia Loki e Ronan l'Accusatore a recuperare le Gemme per lui[29], ma i loro fallimenti portano il titano a decidere di operare in prima persona[30].
- Nella terza fase del MCU il punto focale della storia è la ricerca di Thanos delle sei Gemme dell'infinito con l'intenzione di utilizzarle per eliminare metà della vita nell'universo, così da portare equilibrio impedendo la sovrappopolazione che porterebbe all'esaurirsi delle risorse. Nonostante gli Avengers e i loro alleati tentino di fermarlo, Thanos ha successo nell'impresa al termine di uno scontro in Wakanda; il Titano Pazzo ottiene tutte le Gemme e le utilizza con uno schiocco di dita, sterminando triliardi di persone.[11][13]
- In una scena a metà dei titoli di coda di Ant-Man and the Wasp, Hank Pym, Hope Van Dyne e Janet Van Dyne subiscono le conseguenze del Blip dissolvendosi e lasciando Scott Lang bloccato nel Regno Quantico[13]; a causa di ciò, Scott viene erroneamente ritenuto a sua volta una vittima dello sterminio. Successivamente, tutti i programmi televisivi vengono sospesi in quanto viene dichiarato uno stato di emergenza nazionale.[31]
- In una scena post-credit di Captain Marvel, gli Avengers sopravvissuti esaminano i rapporti relativi alle perdite subite in tutto il mondo e ricevono la visita di Carol Danvers, la quale ha ricevuto il segnale di soccorso di Nick Fury poco prima che scomparisse.
- In Avengers: Endgame, alcuni degli eroi raggiungono Thanos per tentare di recuperare le Gemme dell'Infinito e annullare le sue azioni, ma scoprono che le ha distrutte per assicurarsi che il Blip non possa essere annullato; in seguito a ciò, Thor uccide il titano. Nei cinque anni successivi, la popolazione mondiale e gli eroi affrontano le conseguenze dello sterminio: Clint Barton, sconvolto dalla perdita della sua famiglia, diventa un vigilante che viaggia per il mondo a massacrare membri della criminalità organizzata sopravvissuti al Blip; Steve Rogers crea un gruppo di supporto per aiutare le persone a far fronte alla perdita dei propri cari; Thor, che si accusa di non aver fermato in tempo Thanos, diventa depresso, bevendo e ingrassando; molte metropoli come New York e San Francisco cadono nel degrado e lo stesso, a detta di Danvers, avviene su altri pianeti in tutto l'universo.[32] Nel 2023 Scott Lang viene liberato dal regno quantico. Per lui sono passate solo poche ore, infatti non è invecchiato mentre sua figlia Cassie è diventata un'adolescente. Lang raggiunge gli Avengers rimasti e suggerisce loro di usare il regno quantico per viaggiare nel tempo e ripristinare l'universo; la squadra scopre che non possono semplicemente tornare indietro per impedire il Blip o distruggere le Gemme dell'Infinito, quindi progettano di prelevare queste ultime e riportarle nel presente. La missione va a buon fine, sebbene Natasha Romanoff si sacrifichi per ottenere la Gemma dell'anima e una versione di Loki del 2012 fugga con il Tesseract a causa di un imprevisto che coinvolge l'Hulk del 2012 e il Tony Stark del presente che aveva con sé la valigetta con l'artefatto (ciò costringerà Stark e Rogers ad andare ulteriormente nel passato, nel 1970, in una base militare dello S.H.I.E.L.D. nella quale si trovano altre particelle Pym e un altro Tesseract). Stark, Rocket e Bruce Banner costruiscono un nuovo guanto con la nanotecnologia per contenere il potere delle Gemme e Banner lo indossa, schioccando le dita e riportando in vita gli scomparsi che sono rimasti immutati al momento della loro morte. Una versione del 2014 di Thanos e del suo esercito arrivano nel presente per cercare di prevalere ma, dopo un'ultima battaglia contro gli Avengers e i loro alleati, vengono sconfitti; Stark si sacrifica durante lo scontro, mentre Rogers riporta le Gemme alla loro linea temporale originale e decide di tornare negli anni quaranta per vivere con Peggy Carter.
- In Spider-Man: Far from Home, ambientato otto mesi dopo il Blip, viene mostrata per la prima volta la ricomparsa delle persone dissolte.[1] Come parte della campagna promozionale del film, è stata creata su Internet una versione del fittizio sito web TheDailyBugle.net che presenta delle testimonianze di presunte vittime del Blip, tra cui una che si lamenta delle ferite da loro riportate in seguito alla riapparizione in situazioni pericolose. Ciò è in contraddizione con una precedente dichiarazione di Feige secondo cui tutti gli scomparsi erano riapparsi sani e salvi.[33] Diversi giorni dopo, un aggiornamento del sito web ha rivelato che la testimonianza è stata inventata per cercare di ottenere un risarcimento assicurativo.[34]

#### Saga del multiverso
- In Shang-Chi e la leggenda dei Dieci Anelli il Blip viene menzionato e a San Francisco sono visibili dei volantini che parlano di una linea telefonica per persone che soffrono di un "disturbo post Blip".[35]
- In Eternals, Ajak rivela che il Blip ha ritardato l'Emersione di cinque anni, avendo dimezzato la popolazione terrestre;[36] inoltre, nel film è visibile della pubblicità del Concilio di Rimpatrio Globale.
- In Spider-Man: No Way Home si scopre che Wong è subentrato a Strange come il nuovo Stregone Supremo, in quanto Strange è scomparso per cinque anni a causa del Blip;[37] nella scena dopo i titoli di coda, Eddie Brock (del Sony's Spider-Man Universe) parla con un barista spagnolo del Blip e l'uomo afferma che la sua famiglia era scomparsa nell'evento.[38]
- In Doctor Strange nel Multiverso della Follia il Professor X della Terra-838 rivela al Dottor Strange della Terra-616 (la realtà del MCU) che nella propria realtà il Blip non ha mai avuto luogo in quanto, nonostante il Dottor Strange di quell'universo, attraverso l'uso sconsiderato del Darkhold, un oscuro libro di Chthon, abbia provocato un'incursione tra due universi, il resto degli Illuminati ha utilizzato l'antitesi del Darkhold, il libro dei Vishanti, per uccidere il Titano Pazzo di quella dimensione.

### Serie televisive
- WandaVision (ambientato due settimane dopo Endgame) mostra Monica Rambeau tornare in vita dopo il Blip in ospedale senza avere idea del tempo trascorso, scoprendo che sua madre Maria è morta da due anni.[17][39] Gli sceneggiatori e produttori discussero a lungo per decidere come realizzare la scena e decisero di ambientarla in ospedale per rappresentare al meglio la paura e la confusione generati dall'evento,[40] in contrasto dalla rappresentazione più umoristica del Blip mostrato in Far From Home.[41]
- The Falcon and the Winter Soldier, ambientato sei mesi dopo l'evento, ruota attorno alle conseguenze del Blip e al disordine che ha provocato in tutto il mondo: milioni di persone che avevano ottenuto una casa dopo lo sterminio a causa della reversione sono state sfollate e vivono da rifugiate in attesa di essere rimpatriate nel loro paese d'origine. Ciò ha generato malcontento e veri e propri tentativi di rivoluzione da parte dell'organizzazione del Flag Smasher, che si impegnano in attività terroristiche per promuovere un governo mondiale.[20]
- In Hawkeye (ambientata sei mesi dopo il Blip) lo slogan Thanos aveva ragione è scritto su dei graffiti e tazze di caffè a New York City, da intendere da senso ironico o forse proveniente da sovversivi. Per la prima volta viene mostrato il Blip dal diretto punto di vista una blippata, Yelena Belova: nel 2018 si disintegra e si ricompone in quelli che per lei sono pochi secondi, rendendosi conto dello scorrere del tempo per il mutamento della stanza in cui si trova.[42]
- Sebbene in Moon Knight l'evento non venga direttamente menzionato, il passaporto di Marc Spector indica che la data di emissione è il 14 dicembre 2018, ovvero dopo il Blip, implicando la sua sopravvivenza all'evento; inoltre, in una puntata è visibile un manifesto del Concilio di Rimpatrio Globale rappresentato in The Falcon and the Winter Soldier.

#### Universi alternativi
Nella serie animata What If...? vengono mostrati degli scenari alternativi al Blip:
- In un universo alternativo in cui T'Challa è diventato Star-Lord al posto di Peter Quill, ha convinto Thanos a rinunciare ai suoi propositi genocidi per adattare uno stile di vita pacifico.[43]
- In un universo la popolazione mondiale è stata contagiata da un virus quantico che rende le persone zombie; Thanos giunge sulla Terra dopo aver conquistato cinque delle sei Gemme dell'Infinito ma viene infettato e diventa un non-morto.[44]
- In un altro universo, quando Thanos giunge sulla Terra per recuperare la Gemma della Mente si imbatte in Ultron versione potenziata, il quale lo uccide rapidamente e si impossessa delle Gemme dell'Infinito, che usa per sterminare la popolazione dell'intero universo.[45]

## Differenze dai fumetti
L'evento si basa parzialmente su una miniserie della Marvel Comics del 1991, Il guanto dell'infinito: nella storia Thanos usa le Gemme dell'Infinito raccolte in un guanto per sterminare metà della vita dell'universo; mentre nei film compie tale azione nella folle convinzione di impedire la sovrappopolazione dell'universo e così salvarlo, nei fumetti lo fa per dimostrare il suo amore per la personificazione della Morte, di cui è infatuato. Gli eroi della galassia scoprono quanto è accaduto solo dopo lo Schiocco, al contrario dei film dove si mobilitano nel tentativo di fermarlo. Nell'MCU gli eventi conseguenti allo sterminio sono molto più duraturi e incisivi, mentre nei fumetti l'accaduto viene rapidamente annullato da Nebula e Adam Warlock, e Thanos permette loro inconsciamente di sconfiggerlo in quanto dentro di sé sa di non essere degno di tale potere. Molti eroi che nei film partecipano allo scontro sono assenti nella versione cartacea, così come numerosi personaggi del fumetto non appaiono nelle pellicole. Nel fumetto gli Avengers superstiti vengono facilmente sconfitti da Thanos e il vero scontro per decidere le sorti dell'universo si svolge tra il Titano Pazzo e le entità cosmiche (assenti nell'MCU) guidate da Adam Warlock. Al termine delle vicende dei fumetti, Thanos non muore ma si allea con Adam Warlock per sconfiggere varie minacce nell'universo; soprattutto, le Gemme dell'Infinito non vengono distrutte e continuano a svolgere un ruolo nelle storie successive, mentre nell'MCU esse vengono utilizzate nuovamente solo tramite espedienti narrativi o flashback.

## Accoglienza
La prima parte del Blip ha ottenuto un'ottima accoglienza da parte di critica e pubblico, per il colpo di scena finale di Infinity War, il tono serio e drammatico che ha portato nell'MCU e le implicazioni relative al futuro. Su Internet sono stati generati numerosi meme in risposta all'evento.
È stato creato un sito web dal nome DidThanosKill.Me (letteralmente “Thanos mi ha ucciso?”) per consentire ai fan di scoprire se sarebbero stati risparmiati da Thanos o meno. La community Reddit ha omaggiato l'evento bandendo temporaneamente la metà dei suoi abbonati secondo un ordine casuale il 9 luglio 2018; l'anticipazione ha fatto aumentare gli abbonati di circa 700.000 profili, tra cui i fratelli Russo. Tra i profili banditi è risultato anche quello del regista Anthony Russo. Andrew Tigani dello Screen Rant ha affermato che la risposta entusiastica di Internet all'iniziativa di Reddit ha dimostrato come Infinity War sia diventato parte della cultura pop e testimonia l'importanza dell'interazione dei fan tramite i social media.
Dopo la première di Endgame, Google ha incluso un'icona del Guanto dell'Infinito nei risultati di ricerca per “Thanos” e “Guanto dell'Infinito”: cliccandoci sopra, il guanto schioccava le dita dissolvendo metà dei risultati della ricerca.
Feige ha notato delle somiglianze tra le risonanze sociali del Blip con quelle della pandemia mondiale di COVID-19 iniziata nel 2020, scatenatasi poco dopo l'uscita di Endgame, osservando come l'esperienza vissuta dai personaggi dell'MCU ora abbia un parallelo diretto con quanto accaduto dalle persone nel mondo reale.

### Analisi e accuratezza scientifica
Le motivazioni di Thanos che hanno portato al Blip sono state ampiamente discusse e paragonate alle teorie dello studioso ed economista del XVIII secolo Thomas Robert Malthus: nel 1798, Malthus pubblico l'opera Saggio sul principio di popolazione nel quale affermò che, se le popolazioni fossero cresciute più rapidamente delle fonti di cibo in modo costante, ciò avrebbe portato al collasso della società. Malthus sostenne che la società avrebbe dovuto imporre un controllo preventivo sulle nascite, così da evitare eventuali esiti catastrofici.
Diversi esperti scientifici hanno osservato che un eventuale scenario realistico del Blip nel mondo reale avrebbe effetti devastanti sulla biodiversità della Terra, paragonabili a un evento di estinzione di massa; le specie e popolazioni a rischio, così come quelle coinvolte nell'impollinazione e nella produzione alimentare che richiedono tale pratica, verrebbero influenzati negativamente. Sarebbe possibile un collasso dell'ecosistema mentre, riguardo agli esseri umani, una diminuzione della sovrappopolazione porterebbe a minori emissioni di gas serra, con una migliore prospettiva di mitigazione del cambiamento climatico, riducendo il riscaldamento globale e i suoi effetti. Gli esseri umani perderebbero approssimativamente tra gli 0,45 e l'1,4 kg a causa della diminuzione di microbi e batteri nel corpo. Inoltre, la scomparsa di massa improvvisa di miliardi di persone provocherebbe un numero considerevole di ulteriori morti, ad esempio in incidenti aerei e stradali.